# Scopula magnidiscata
Scopula magnidiscata är en fjärilsart som beskrevs av W. Warren 1904. Scopula magnidiscata ingår i släktet Scopula och familjen mätare. Inga underarter finns listade.